# Boresse-et-Martron
Boresse-et-Martron is een gemeente in het Franse departement Charente-Maritime (regio Nouvelle-Aquitaine) en telt 190 inwoners (2004). De plaats maakt deel uit van het arrondissement Jonzac.

## Geografie
De oppervlakte van Boresse-et-Martron bedraagt 11,0 km², de bevolkingsdichtheid is 17,3 inwoners per km².
De onderstaande kaart toont de ligging van Boresse-et-Martron met de belangrijkste infrastructuur en aangrenzende gemeenten.

## Demografie
Onderstaande figuur toont het verloop van het inwonertal (bron: INSEE-tellingen).